# Didar Schalmuqan
Didar Qairatuly Schalmuqan (kasachisch Дидар Қайратұлы Жалмұқан Didar Qairatūly Jalmūqan; * 22. Mai 1996 in Schubarqudyq, Kasachstan) ist ein kasachischer Fußballspieler.

## Karriere

### Verein
Schalmuqan begann das Fußballspielen beim FK Aqtöbe, bei dem er zunächst in der zweiten Mannschaft spielte. Seinen ersten Einsatz in der Premjer-Liga hatte er in der Saison 2014 im Spiel gegen Qaisar Qysylorda am 20. September 2014; das Spiel endete mit einem 0:0-Unentschieden. In der Begegnung mit den dem FK Qairat Almaty konnte er in der 83. Minute den 1:0-Siegtreffer und sein erstes Profi-Tor erzielen, nachdem er in der 75. Minute für Abat Ajymbetow eingewechselt wurde. Insgesamt kam Schalmuqan auf drei Einsätze, wobei er ein Tor erzielen konnte.

### Nationalmannschaft
2012 wurde Schalmuqan in den Kader der kasachischen U-17-Nationalmannschaft berufen. Das erste Spiel für die U-17-Auswahl absolvierte er am 14. Dezember 2012 im Qualifikationsspiel zur U-17-Europameisterschaft 2013 gegen die Türkei (0:3). Im Spiel gegen Deutschland (0:6) am 9. Oktober 2014 gab er sein Debüt in der kasachischen U-19-Nationalmannschaft. Am 25. März 2015 absolvierte er sein erstes Spiel für die U-21-Nationalmannschaft in einem Freundschaftsspiel gegen Finnland, als er in der 61. Minute eingewechselt wurde.

## Erfolge
- Kasachischer Meister: 2019